# Газопереробний завод Ель-Гаміль
Газопереробний завод Ель-Гаміль – інфраструктурний об'єкт нафтогазової промисловості Єгипту, який працює із продукцією офшорних родовищ Середземного моря.
Перші родовища неподалік від східного завершення дельти Нілу виявили ще у 1980-х, а в 1990-х роках розвідка ліцензійних ділянок Порт-Саїд-Північ та Темсах підтвердила наявність тут значних ресурсів природного газу. Для його підготовки західніше від Порт-Саїду (на косі, яка відділяє від моря озеро Манзала) спорудили береговий ГПЗ Ель-Гаміль, до якого в подальшому вивели цілий ряд трубопроводів:
- у 1996-му від родовища Порт-Фуад;
- в 1998-му від родовища Дарфіл;
- в 1999-му від родовища Темсах;
- в 2007-му від родовища Деніс.
На момент запуску ГПЗ Ель-Гаміль приймав з Порт-Фуад лише 2 млн м3 газу та 3500 барелів конденсату на добу (після запуску в 1997-му родовища Вакар цей показник збільшився до 3,5 млн м3 газу та 5800 барелів конденсату). Із підключенням нових родовищ потужність заводу збільшувалась, так, станом на 2009-й лише блок Порт-Саїд-Північ давав 12,6 млн м3 газу та 7200 барелів конденсату на добу (при тому що найбільші родовища Темсах та Деніс відносились до блоку Темсах).
Перший товарний газ видали з ГПЗ Ель-Гаміль до Порт-Саїду по перемичці довжиною 20 км з діаметром 350 мм. В подальшому транспортування продукції стало можливе через численні інші трубопроводи, які сформували газотранспортні коридори Ель-Гаміль – Ель-Тіна та Ель-Гаміль – Ідку.
З 2005-го схему сполучення із газотранспортною мережею змінили, після чого газ, який пройшов перший етап підготовки на ГПЗ Ель-Гаміль, подається до зведеного біч-о-біч потужного комплексу United Gas Derivatives Company, де вилучають 100% бутану та 98% пропану.
Існував план видачі через інфраструктуру ділянки Темсах першої продукції супергігантського родовища Зогр, яке виявили у 2015-му. Втім, у підсумку Eni змогла запустити Зохр в роботу вже у 2017-му із використанням власної інфраструктури, для чого в тому ж районі Ель-Гаміль спорудили потужний газопереробний комплекс.